# Zongolica (municipalité)
La municipalité de Zongolica est l'une des 212 municipalités de l'État de Veracruz, et est située dans la partie centrale de cet État. Elle se situe à l'ouest du golfe du Mexique, sur les contreforts de la chaîne de montagnes de la Sierra Madre orientale, et fait partie du bassin versant de la rivière Río Tonto, un des principaux affluents du fleuve Río Papaloapan. Elle est limitrophe à l'extrême sud de l'État de Puebla. Son chef-lieu est la ville éponyme de Zongolica. Elle dépend de la région administrative de Las Montañas, qui est une des 10 subdivisions administratives de l'État de Veracruz.

## Géographie
La municipalité de Zongolica s'étend du nord au sud dans le bassin versant de la rivière Río Tonto, un des principaux affluents du fleuve Río Papaloapan. Elle est également traversée par les rivières Altotolco, Moyoatempa et Santiago, affluentes du Río Tonto. Établie sur les piémonts, puis les contreforts du massif montagneux de la Sierra Madre orientale, son altitude oscille entre 100 et 2000 mètres. Son chef-lieu est la ville éponyme de Zongolica, qui se trouve dans les confins occidentaux de son territoire. Ce territoire couvre une superficie de 280,1 km2, et était peuplé en 2015 de 43 871 habitants, pour une densité de 156,6 habitants par km2.
La municipalité est limitrophe au nord de celles de Omealca, de Coetzala et de Naranjal, à l'ouest de celles de Tequila, de Los Reyes, de Texhuacán, de Mixtla de Altamirano et de Tehuipango, au sud, dans l'État de Puebla, de celles de Ajalpan et de Eloxochitlán, et à l'est, à nouveau dans l'État de Veracruz, de celle de Tezonapa.

## Composition et démographie
La municipalité était composée en 2015 de 154 localités, dont une seule était considérée comme urbaines, les autres étant rurales.
| Localité               | Population |
| ---------------------- | ---------- |
| Zongolica              | 6874       |
| Temaxcalapa            | 1070       |
| San José Independencia | 1053       |
| Tepenacaxtla           | 736        |
| San Sebastián          | 730        |
| Reste des localités    | 31 460     |
| Total population       | 41 923     |

En plus de l'espagnol, plusieurs langues amérindiennes sont parlées dans la municipalité, dont les principales sont par ordre d'importance : le nahuatl, les autres langues sont très marginales.

## Histoire
Durant la Guerre d'indépendance du Mexique, Rafael Argüelles forma à Zongolica un contingent qui alla occuper en 1812 la ville voisine d'Orizaba. La saisie d'une importante cargaison de tabac leur permit alors de frapper monnaie.

## Économie

### Agriculture et élevage
La superficie des parcelles semées représentait en 2019 une surface totale de 14 131 hectares, parmi lesquels 6990 hectares étaient voués à la culture du maïs, 6650 hectares étaient voués à la culture du caféier, et 459 hectares étaient voués à celle du haricot.
En 2019, la production de viande par tonnes comprenait 53 tonnes de viande bovine, 108 tonnes de viande porcine, 11,5 tonnes de viande ovine, 5,6 tonnes de viande caprine, 26,9 tonnes de volailles, et 10,6 tonnes de dinde. La superficie vouée à l'élevage représentait alors 2621 hectares.